# ルネ・ド・サン＝マルソー
ルネ・ド・サン＝マルソー（René de Saint-Marceaux、フルネームは Charles-René de Saint Paul Marceaux、1845年9月23日 – 1915年4月23日）はフランスの彫刻家である。スイスのベルンにある万国郵便連合の記念碑などの彫刻で知られる。

## 略歴
ランスの裕福な一族に生まれた。祖父はシャンパン会社の創業者、慈善家でランスの市長を務めた人物である。18歳でパリに出て、パリ国立高等美術学校でフランソワ・ジョフロワに彫刻を学んだ。裕福であったので、ローマ賞に参加することなく、自費でイタリアに留学し、1868年にフィレンツェに滞在し、1873年から1874年にもイタリアで修行した。
1868年からパリのサロンに出展し、1874年にイタリアから帰国した後、現在オルセー美術館に展示されている作品、『墓の秘密を守る霊』などの作品などを制作した。ロスチャイルド男爵の邸宅、フェリエール城(Château de Ferrières)を飾る彫刻を制作し、モンマルトル墓地の劇作家、アレクサンドル・デュマ・フィスの墓石も制作した。彫金家や古代のメダルの収集家としても知られていた。1909年に万国郵便連合の記念碑を制作した。
1891年にフランス芸術家協会の会員になり、1905年に芸術アカデミーの会員に選ばれた。1913年にレジオンドヌール勲章（コマンドゥール）を受勲した。
パリで没した。

## 作品

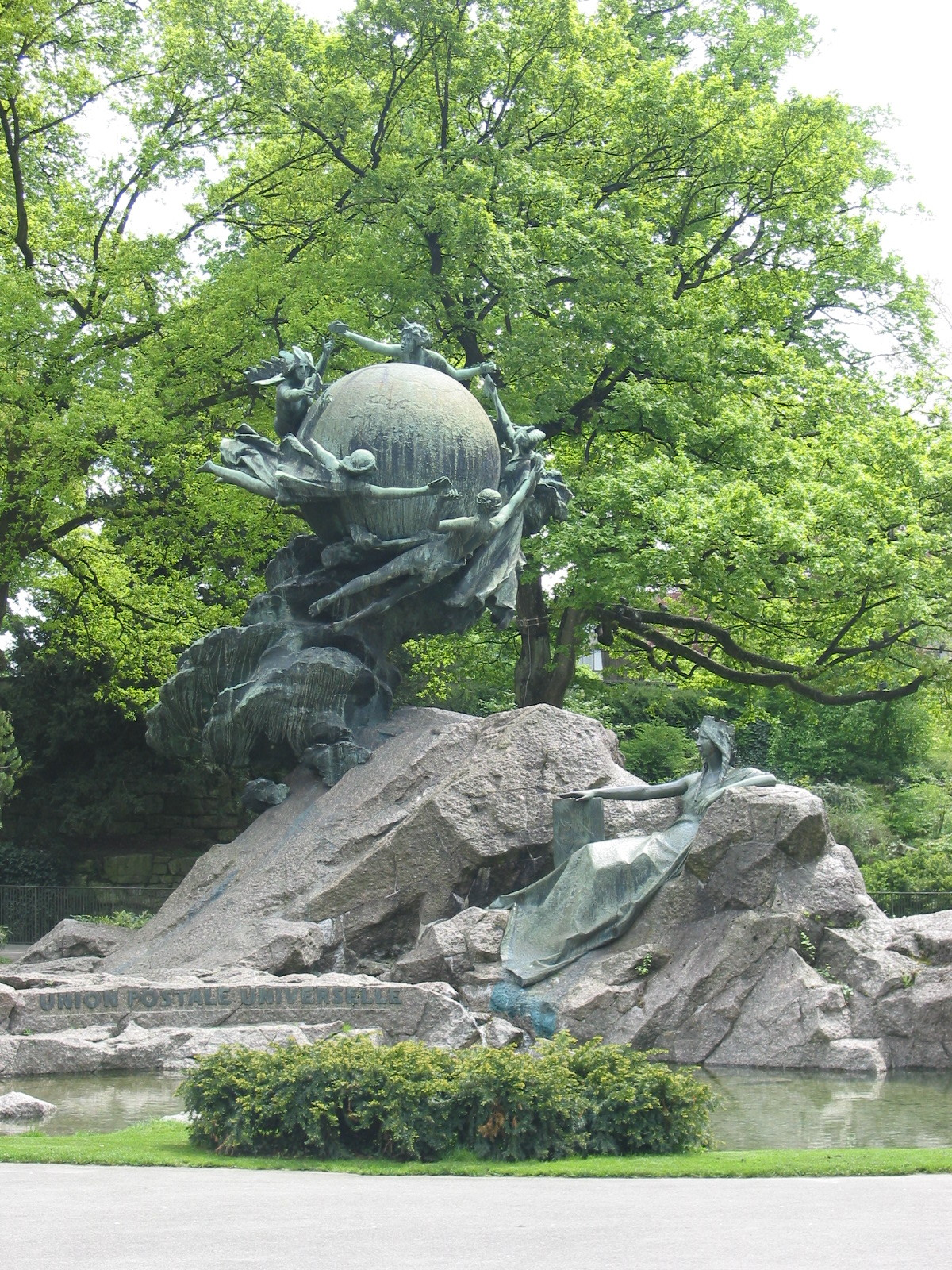
万国郵便連合の記念碑
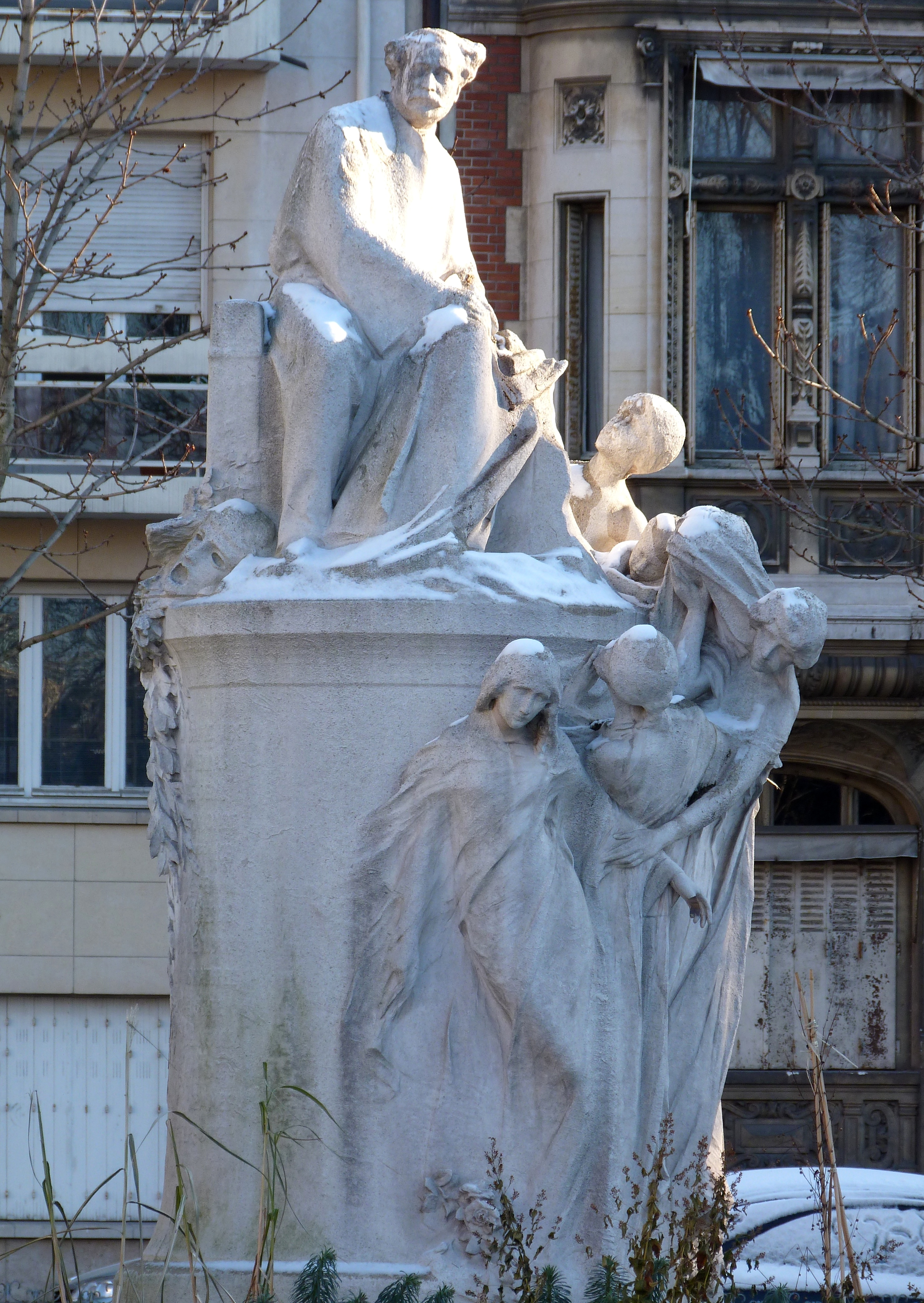
プラス＝デュ＝ジェネラル＝カトゥルー庭園のアレクサンドル・デュマ・フィスのモニュメント
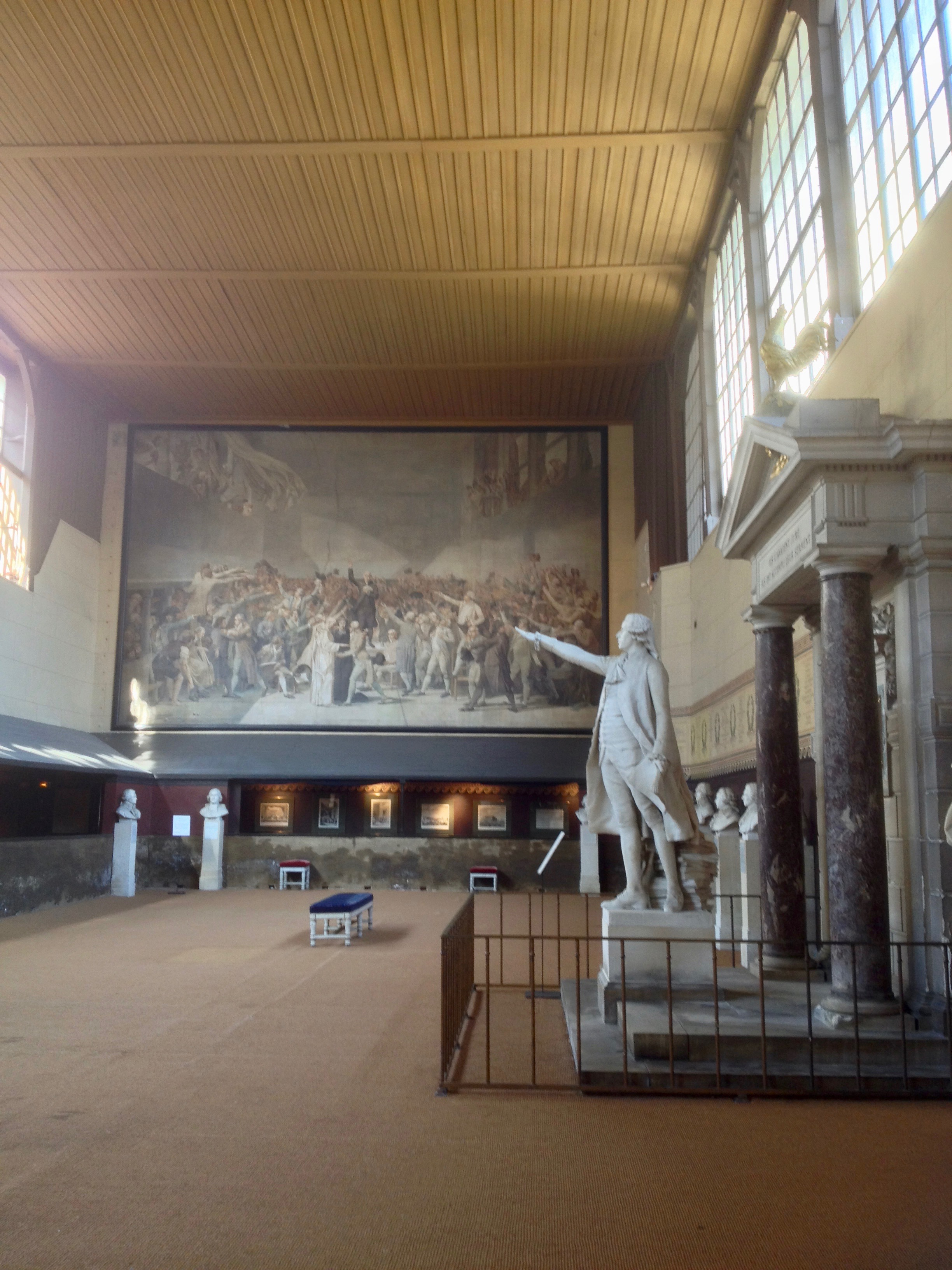
フランス革命博物館にダヴィッドの絵の再現画とともに展示されているジャン＝シルヴァン・バイイの彫像
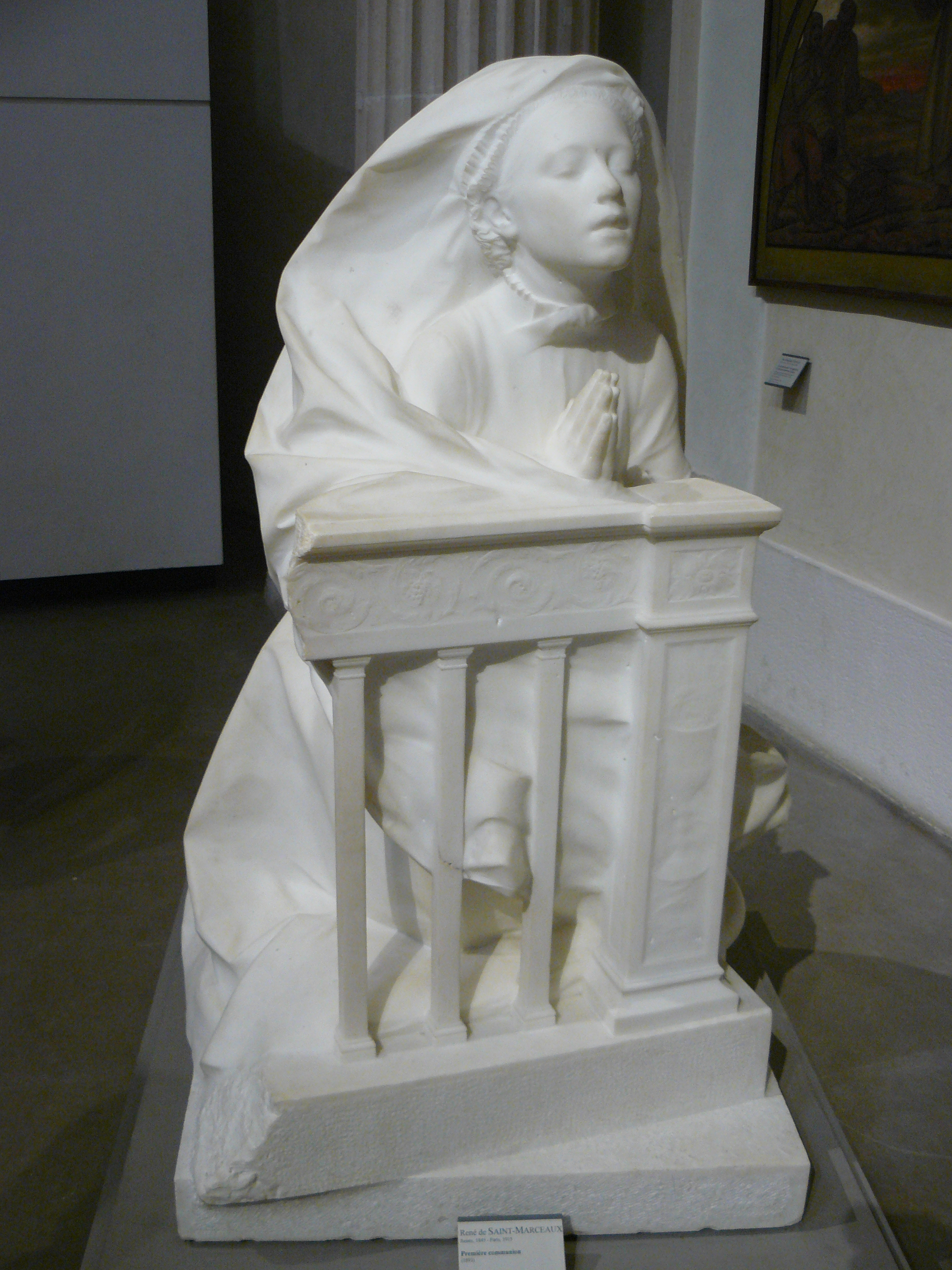
"Première communion" リヨン美術館 蔵